# گرو هامرشنگ ادین
گرو هامرشنگ ادین (انگلیسی: Gro Hammerseng-Edin؛ زادهٔ ۱۰ آوریل ۱۹۸۰) بازیکن سابق هندبال اهل نروژ است.